# 申培
申培（约前219年—約前135年），又稱申培公、申公，鲁（今山東曲阜）人，漢初儒家代表人物，亦是著名文學家，與楚元王劉交俱師從戰國儒家大師荀子門人浮丘伯，與王式等人同為儒家學者。

## 生平
申培公，姓申名培，亦稱申公，“公”乃尊稱，西漢時魯（郡治在今山東曲阜一帶）人，其生卒年月已難詳考，約當在前三至前二世紀之間。西漢初期儒家學者，經學家，西漢今文《詩》學中“魯詩學”之開創者。
申培公少時，與魯穆生、白生及後來成爲西漢楚元王的劉交等皆受《詩》于荀子的學生浮丘伯，秦始皇“焚書”後積壓自散去。西漢建立後，曾與其師浮丘伯一起見漢高祖劉邦于魯南宮。後爲楚元王的中大夫。吕后時，楚元王闻其师浮伯游于长安，即遣同学申公与其子上邳侯劉郢客（即楚夷王）在長安隨浮丘伯學《詩》終業。
漢文帝時立爲博士，又爲楚夷王劉郢客的中大夫，負責教其子劉戊。劉戊继位，淫暴，申培公因諫劉戊，而遭到胥靡之刑，歸魯，退居家教，終身不出門，亦不見賓客，唯王命召之乃往。弟子自遠方來受業者百餘人（一說千餘人）。
申公弟子中当博士的有十余人，当大夫、郞、掌故的数以百计，著名的有孔安国、周霸、夏宽、砀鲁、缪生、徐偃、庆忌等。
漢武帝即位，其弟子王臧、趙綰爲漢武帝重用，欲更張政治，議立明堂以朝諸侯，建元元年（前140年），赵绾向武帝推荐其老师申公，当时申公已经年届八十，武帝派人到鲁国公車召迎申培公入京，参与兴建明堂，厘定天子出巡规章，改变历法及服装颜色等事。申培公對武帝問治亂之事，曰：“爲治不在多言，顧力行何如耳。”
武帝封爲太中大夫。後因崇尚黃老之學的竇太后之干預，王臧、趙綰下獄死，申培公病免歸，數年後卒。
申培是西汉今文诗学“鲁诗学”的开创者，傳《詩》以訓詁爲教，申培为诗作传，号称鲁诗，成爲西漢今文《詩》學中“《魯詩》學”一派。又傳《春秋穀梁傳》于瑕丘江公。其著作據《漢書藝文志》著錄有：《魯故》二十五卷、《魯說》二十八卷，均佚。清儒馬國翰《玉翰山房輯佚書》中輯有《魯詩故》三卷。

## 延伸阅读
[在维基数据编辑]
 《史記/卷121》，出自司馬遷《史記》